# علوم التاريخ المساعدة
علوم التاريخ المساعدة هي التخصصات الأكاديمية التي تساعد على تقييم واستخدام المصادر التاريخية وتعتبر مساعدة للبحث التاريخي. علوم مساعدة من التاريخ ما يلي :
- علم الآثار.
- كرونولوجيا.
- علم شعارات النبالة.
- علم دراسة النقوش.
- علم العملات.
- الباليوغرافيا أو علم الخطاطة.
- علم الأنساب
- علم الأختام.[1]